# 대한민국 형법 제104조
대한민국 형법 제104조는 대한민국에 대한 외환죄가 대한민국 뿐만 아니라 대한민국의 동맹국에 대한 행위에도 적용됨을 규정한 형법 각칙의 조문이다.

## 조문
제104조 【동맹국】 본장의 규정은 동맹국에 대한 행위에 적용한다.